# ベオグラード・トロリーバス
ベオグラード・トロリーバスは、セルビアの首都・ベオグラード市内に存在するトロリーバス。1947年に開通し、ベオグラード市内に路線網を有しているが、2025年時点で電気バスへの置き換えが検討されている。同年現在、路面電車（ベオグラード市電）や路線バスと共にGSPベオグラードによる運営が行われている。

## 歴史

路線網の変遷（1947年 - 2022年）

ベオグラード市内におけるトロリーバスの導入計画は第二次世界大戦前から進められており、1938年にベオグラードの路面電車・照明局（Дирекција трамваја и осветљења）は使用車両に関する入札を実施した。しかし、最初の路線となるカレメグダン地区（Калемегдана）とスラヴィヤ地区（Славије）の建設が始まったのは戦後となり、1947年に最初の路線が開通した。その際に導入された車両はイタリアのフィアットが製造したもので、開業に先立つメーデーのパレードでお披露目が実施された。
以降、路線網は急速に拡大を続け、1956年にはサヴァ川を渡りゼムン地区へ向かう経路も営業運転を開始した。だが、1960年代以降トロリーバスの路線網はモータリーゼーションの進展に伴う路線バスへの置き換えにより縮小し、1970年代前半の段階でカレメグダン地区とクルシェヴェツ地区（Крушевачка）を結ぶ1系統（11号線）のみが存続していた。しかし、1970年代半ばまでに行われた交通網の調査に基づき、ベオグラードのトロリーバス網の廃止は中止し、1979年以降再度ベオグラード市内にトロリーバス網の整備が進められた。車両についても、ソビエト連邦製のZiU-9を導入する事による近代化が行われた。
1990年代にはユーゴスラビアの崩壊やその後のユーゴスラビア紛争や金融危機に見舞われたものの、それでも新たな車庫の整備などトロリーバスは近代化が行われ、2004年からはベラルーシの企業であるベルコムンマッシュ製のノンステップ車両の導入が始まり、バリアフリーの促進が図られた。
だが、運営組織のGSPベオグラードは2016年以降、トロリーバスに代わる交通機関として電気バスの導入を進めており、2024年12月には施設の老朽化や運用上の柔軟性の低さを理由にトロリーバス網の完全な廃止が発表された。しかし、それに対するデモや道路封鎖と言った反対運動が勃発している他、今後の新型車両導入を見据えた施設の整備が進められている現状もあり、今後の情勢は未定となっている。

## 系統
2025年時点でベオグラード市内に存在するトロリーバス系統は以下の通り。ただし、同年7月の時点で市内中心部の工事の影響により、40号線以外の全ての系統が運行を休止している。
| 系統番号 | 起点           | 終点        | 解説               |
| -------- | -------------- | ----------- | ------------------ |
| 19       | Трг Славија    | Коњарник    | 2025年時点で運休中 |
| 22       | Трг Славија    | Крушевачка  | 2025年時点で運休中 |
| 28       | Студентски трг | Звездара    | 2025年時点で運休中 |
| 29       | Студентски трг | Медаковић 3 | 2025年時点で運休中 |
| 29L      | Трг Славија    | Медаковић 3 | 2025年時点で運休中 |
| 40       | Звездара       | Бањица 2    |                    |
| 41       | Студентски трг | Бањица 2    | 2025年時点で運休中 |

## 車両

### 現有車両
2025年現在、ベオグラード・トロリーバスに在籍するのは、ベラルーシのベルコムンマッシュが開発・展開したノンステップトロリーバスのBKM-321（BKM-32100C）と、連節式車両のBKM-333（BKM-33304）である。2004年と2010年および2011年に導入され、一部車両は大規模な修繕を受けているものの、前述の運休の影響で2025年時点で大半の車両は車庫に留置されたままとなっている。

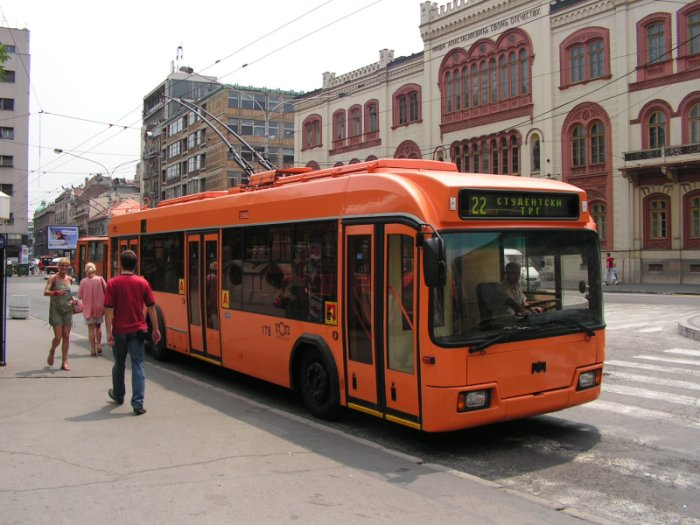
BKM-321（2006年撮影）
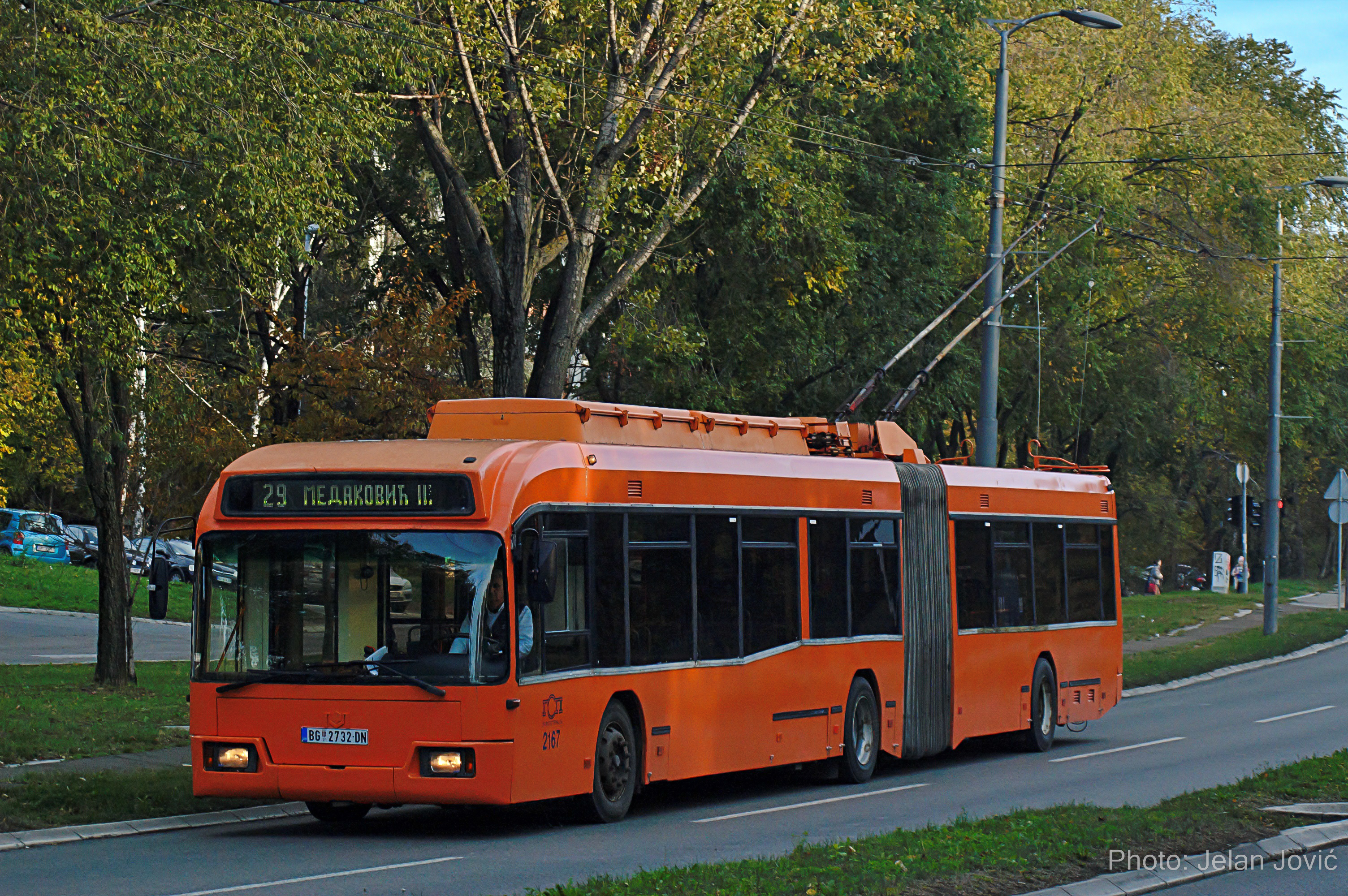
BKM-333（2023年撮影）

### 過去の車両

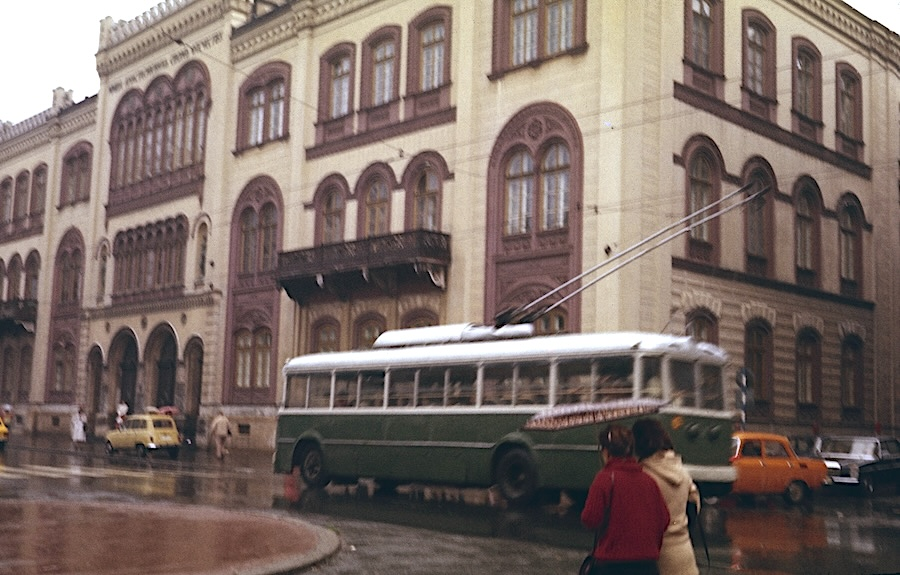
ユーゴスラビア製車両（1981年撮影）
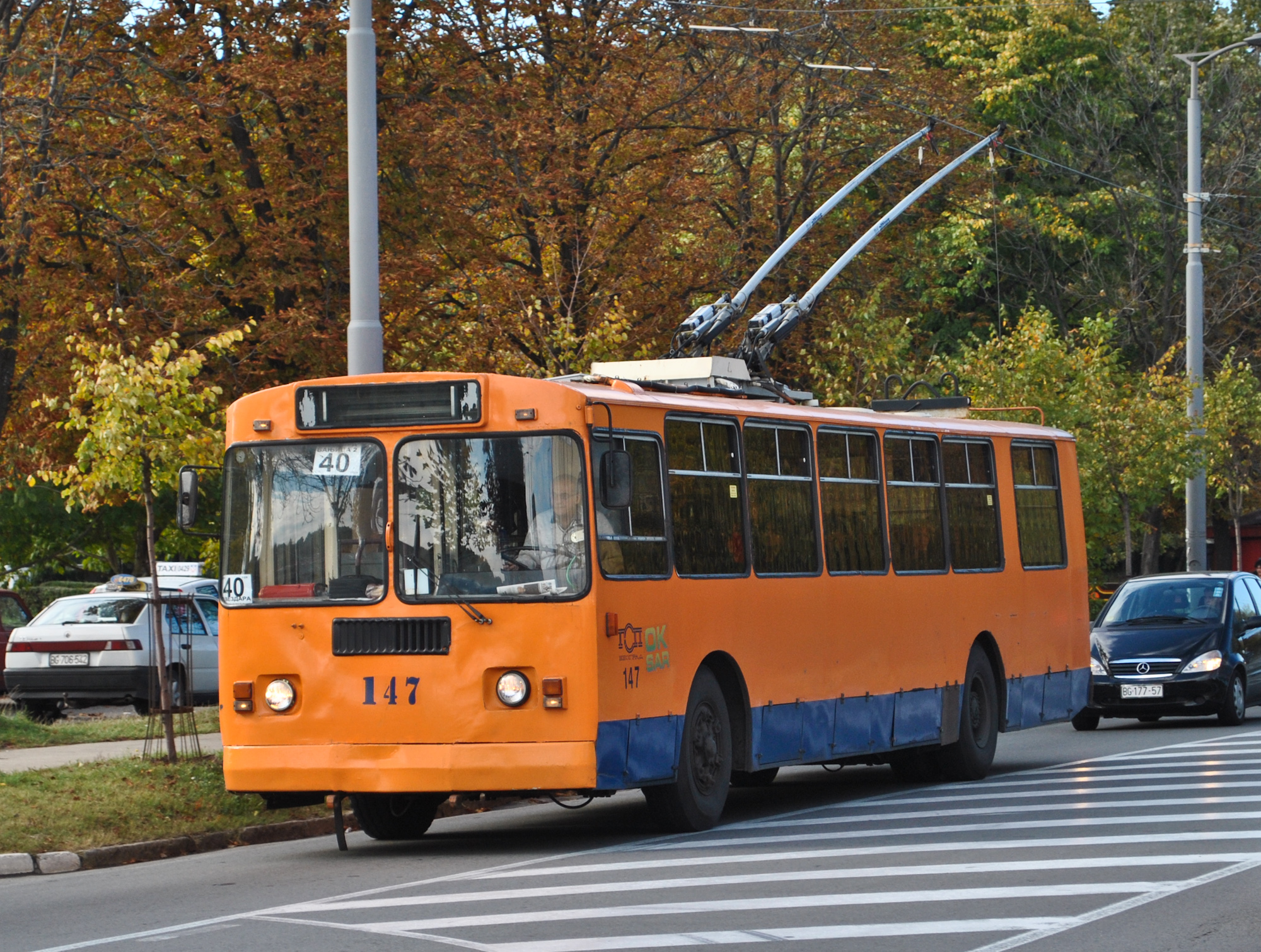
ZiU-9（2010年撮影）
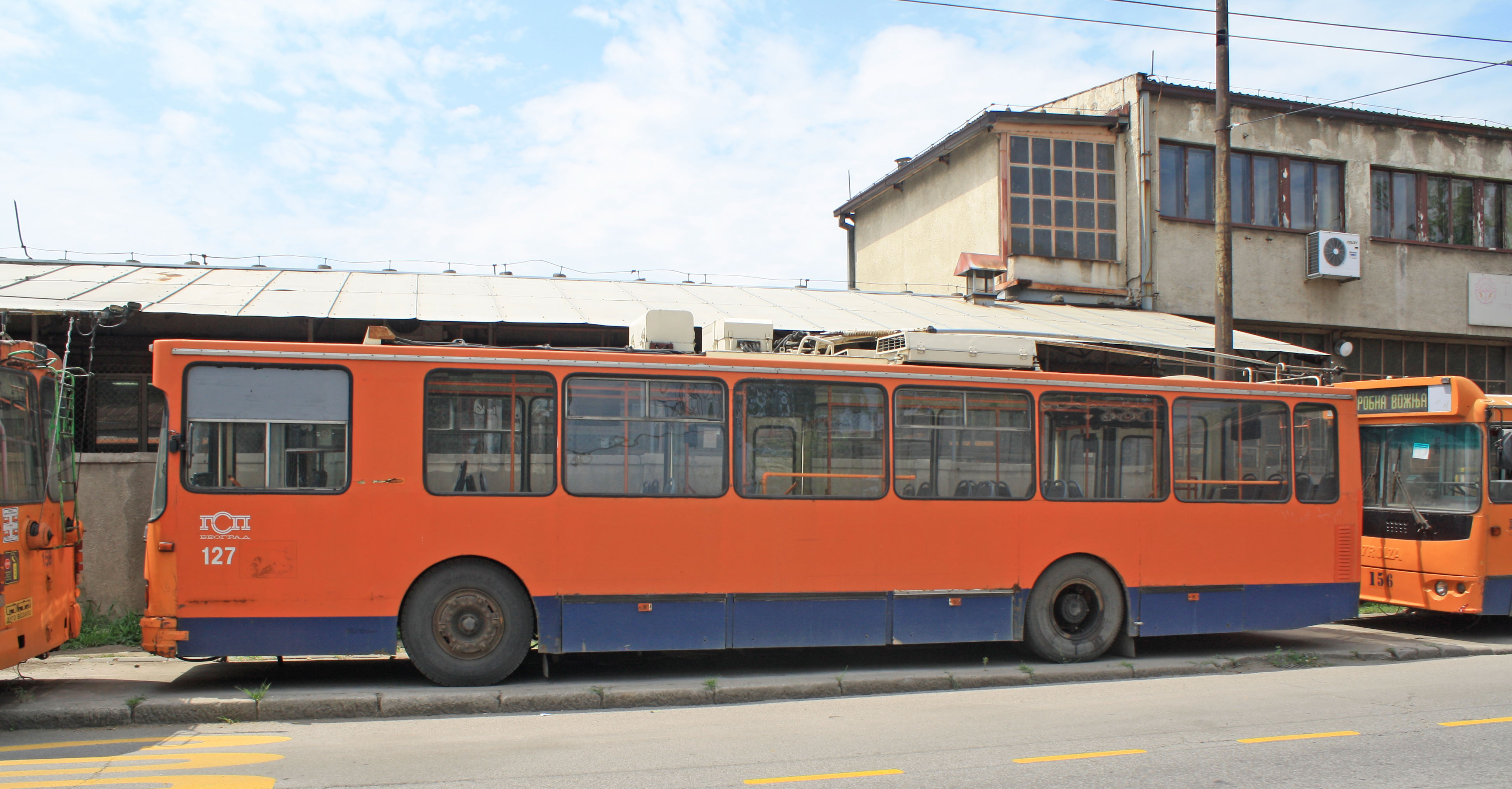
AKSM-201（2013年撮影）
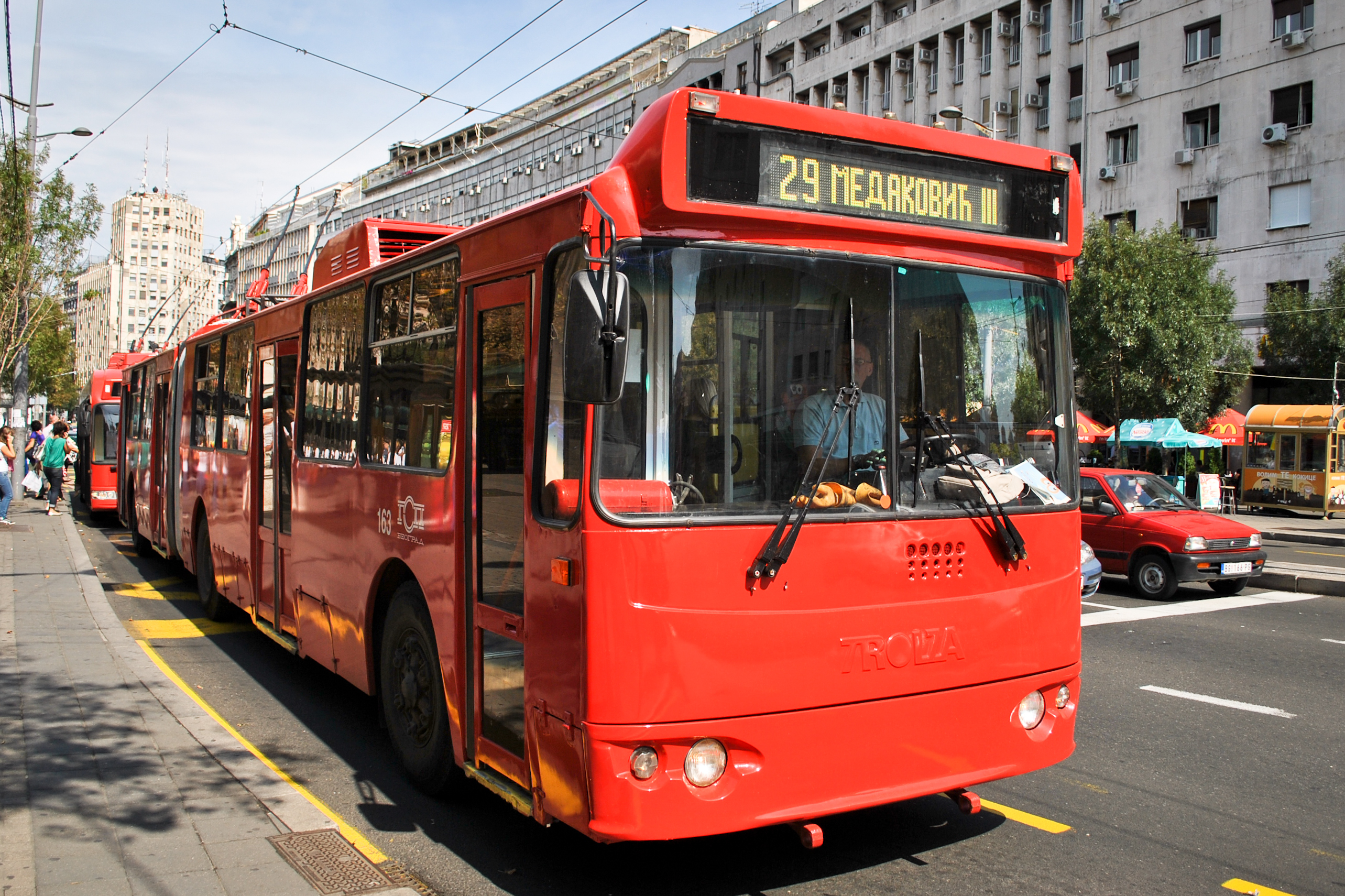
トロルザ・62052（2011年撮影）
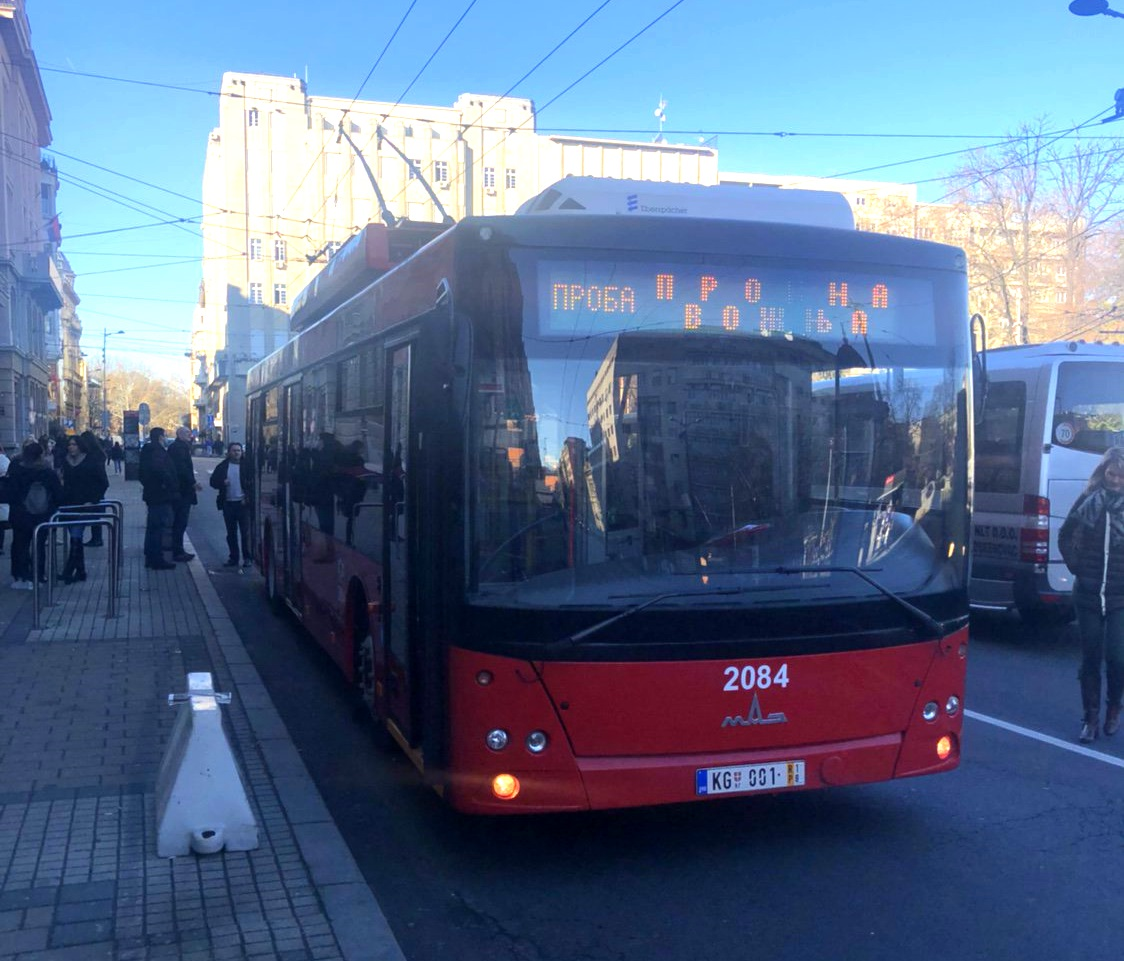
MAZ 203T（2018年撮影）